# Viseu (Pará)
Viseu és un municipi brasiler de l'estat de Pará. Es localitza a una latitud 01° 11′ 49″ sud i una longitud 46° 08′ 24″ oest, i a una altitud de 15 metres sobre el nivell del mar. Seva població s'estima en 61.755 habitants d'acord com el cens del IBGE del 2020. Possueix una superfície de 4.939,254 km².
El lloc on es troba el municipi fou descobreix a mitjans del segle xvi pels navegadors portuguesos. Va ser ocupada pels francesos dècades després, fins que van ser expulsats pels portuguesos en 1615. el poble de Viseu fou poblat al segle xviii i fundat el 1781 com a ciutat.